# Liste des plus hauts bâtiments de Bordeaux
Cette liste mentionne les plus hauts bâtiments de la ville française de Bordeaux.
| Place | Nom                                | Image | Année | Utilisation      | Hauteur (m) | Étages | Quartier               |
| ----- | ---------------------------------- | ----- | ----- | ---------------- | ----------- | ------ | ---------------------- |
| 1     | Basilique Saint-Michel de Bordeaux |       | 1869  | Basilique        | 114,6       | 3      | Saint-Michel           |
| 2     | Tour A de la Cité Administrative   |       | 1974  | Bureaux          | 112/92      | 27     | Caudéran               |
| 3     | Tour B de la Cité Administrative   |       | 1974  | Bureaux          | 79          | 22     | Caudéran               |
| 4     | Hôtel de la métropole de Bordeaux  |       | 1977  | Administration   | 77          | 22     | Mériadeck              |
| 5     | Immeubles du grand Parc            |       | 1975  | Logement         | 69, 66, 63  | 22     | Le grand Parc          |
| 6     | Tour Pey-Berland                   |       | 1500  | Clocher          | 66          | 3      | Bordeaux-centre        |
| 7     | Hôpital Pellegrin                  |       | 1978  | Hôpital          | 60          | 16     | Saint-Augustin         |
| 9     | Tour Hypérion                      |       | 2021  | Logement         | 55          | 17     | Bordeaux-Euratlantique |
| 10    | Cité du Vin                        |       | 2016  | Musée            | 55          | 7      | Bacalan                |
| 8     | Tour Silva                         |       | 2025  | Bureaux/Logement | 56          | 18     | Bordeaux-Euratlantique |
| 11    | Tour Innova                        |       | 2017  | Bureaux/Logement | 50          | 17     | Bacalan                |

## Projets abandonnés
- Rue Saget, dans le quartier Euratlantique, devait voir la jour la Tour Saint Jean (61 m)  mais le permis de construire a été annulé[2].
- Aux bassins à flot, une tour de 53 m devait voir le jour rue Lucien-Faure, mais le projet a été retoqué[3].